# Uwe Böschemeyer

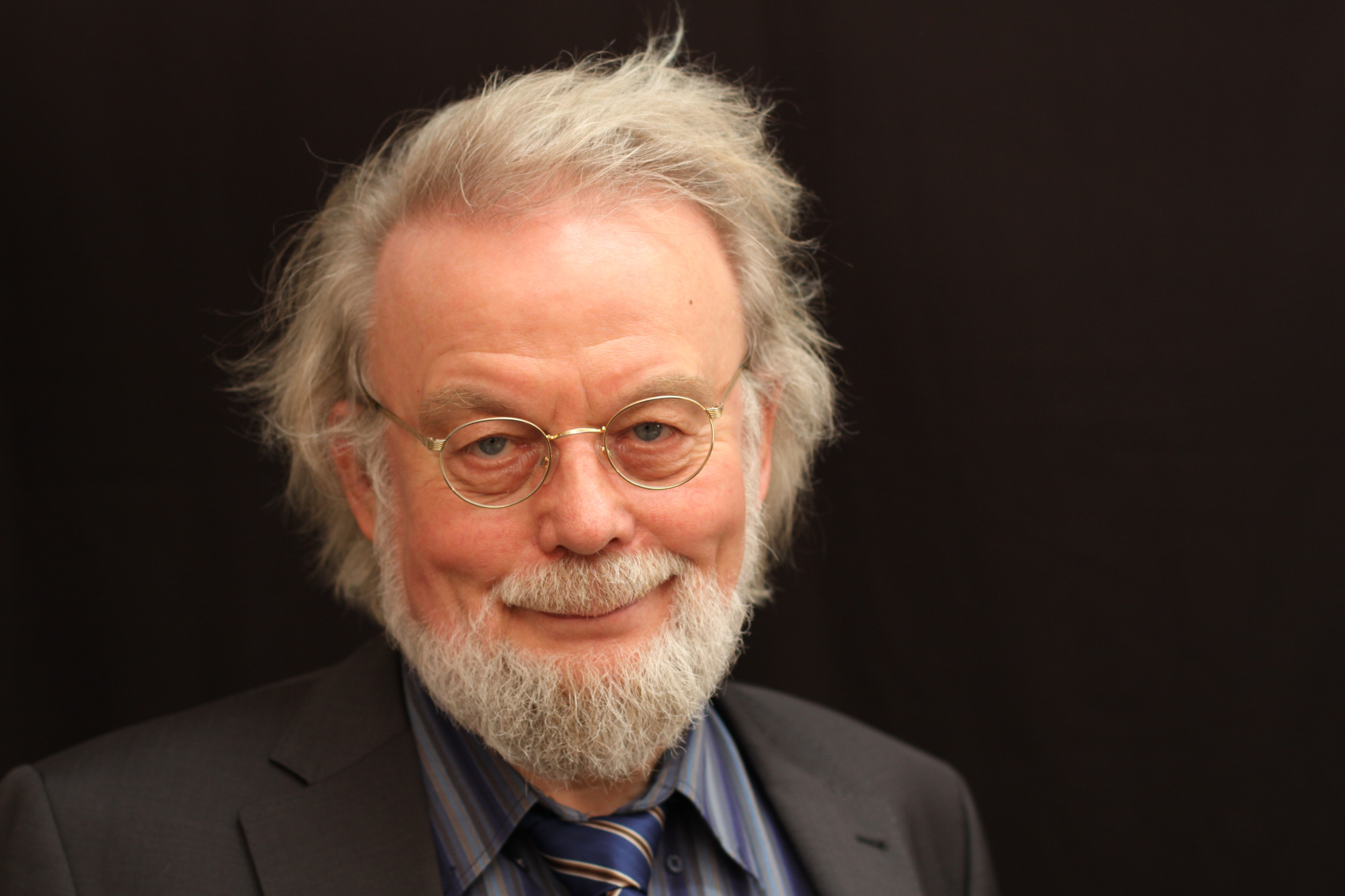
Uwe Böschemeyer

Uwe Böschemeyer (* 1939 in Oranienburg) ist ein Psychotherapeut der Schule Viktor Frankls und der Entwickler der „Wertimagination“ und der „Wertorientierten Persönlichkeitsbildung“.

## Leben und Wirken
Böschemeyer studierte Evangelische Theologie, Psychologie und Philosophie. Er war zunächst tätig als Gemeindepfarrer, Universitätspfarrer in Hamburg und als wissenschaftlicher Assistent von Helmut Thielicke. 1974 promovierte er in Hamburg mit einer Dissertation über die Sinnfrage in der Existenzanalyse und Logotherapie Viktor E. Frankls aus theologischer Sicht. Nach seiner Autorisierung zur logotherapeutischen Praxis und Lehre durch Viktor E. Frankl gründete Böschemeyer 1982 das „Hamburger Institut für Existenzanalyse und Logotherapie“ in Hamburg (seit 2005 „Akademie für Wertorientierte Persönlichkeitsbildung“ in Hamburg und Lüneburg), das er bis 2012 leitete.  2006 gründete Böschemeyer mit der „Europäischen Akademie für Wertorientierte Persönlichkeitsbildung“ eine Niederlassung in Salzburg. Seit 1975 ist Böschemeyer daneben als freier Mitarbeiter des Hamburger Abendblatts und seit 2013 als Kolumnist der Salzburger Nachrichten tätig.

## Werke (Auswahl)
- Die Sinnfrage in Psychotherapie und Theologie. Die Existenzanalyse und Logotherapie Viktor E. Frankls aus theologischer Sicht. de Gruyter, Berlin/New York 1977, ISBN 3-11-006727-7
- Worauf es ankommt. Werte als Wegweiser. Piper, München/Zürich 2003, ISBN 3-492-04481-6
- Unsere Tiefe ist hell. Wertimagination – ein Schlüssel zur inneren Welt. Kösel, München 2005, ISBN 3-466-36689-5
- Gottesleuchten. Begegnungen mit dem unbewussten Gott in unserer Seele. Kösel, München 2007, ISBN 978-3-466-36742-9
- Vertrau der Liebe, die dich trägt. Von der Heilkraft biblischer Bilder. Kösel, München 2009, ISBN 978-3-466-36821-1
- Du bist mehr als dein Problem. Uli – eine ungewöhnliche therapeutische Begegnung. Kösel, München 2010, ISBN 978-3-466-36869-3
- Machen Sie sich bitte frei. Entdecken Sie Ihre Furchtlosigkeit. Ecowin, Salzburg 2012, ISBN 978-3-7110-0023-1
- Von den hellen Farben der Seele – Wie wir lernen, aus uns selbst heraus zu leben. Ecowin, Salzburg 2018, ISBN 978-3-7110-0172-6